# Ferenc Nopcsa
Ferenc svobodný pán Nopcsa (německy Franz Freiherr Nopcsa von Felsö-Szilvás, maďarsky báró felsőszilvási Nopcsa Ferenc) (14. nebo 15. března 1815 Alsófarkadin, dnes General Berthelot, Rumunsko – 24. června 1904 Szacsal, dnes Săcel, Rumunsko) byl uherský šlechtic, rakousko-uherský politik a dvořan. Po službě v armádě působil ve státních službách a v letech 1868–1894 byl nejvyšším hofmistrem císařovny Alžběty. Získal titul barona a stal se členem Sněmovny magnátů, jako hofmistr císařovny byl nositelem řady zahraničních vyznamenání.

## Životopis
Pocházel ze staré šlechtické rodiny ze Sedmihradska připomínané od 14. století. Jeho otcem byl státní úředník Ladislav (László) Nopcsa (1794–1884), strýc Alex (Elek) Nopcsa (1775-1862) byl sedmihradským dvorským kancléřem. Ferenc studoval na vídeňské Tereziánské akademii a v roce 1834 vstoupil jako poručík do armády k 2. dragounskému pluku knížete Schwarzenberga. V roce 1836 byl povýšen na nadporučíka a později dosáhl hodnosti kapitána (1842), souběžně byl v letech 1840–1842 komorníkem arcivévody Ferdinanda Karla. V roce 1846 armádu opustil a poté žil v soukromí. Věnoval se především cestování, delší dobu pobýval v Itálii, kde v archivech studoval prameny k maďarské historii. Pobýval také na rodových statcích v Sedmihradsku. V jeho rodišti Alsófarkadin nechal otec v polovině 19. století postavit menší klasicistní zámek (obec byla po první světové válce přejmenována na General Berthelot na počest francouzského generála Henriho Berthelota, který se angažoval v maďarsko-rumunské válce v roce 1918).

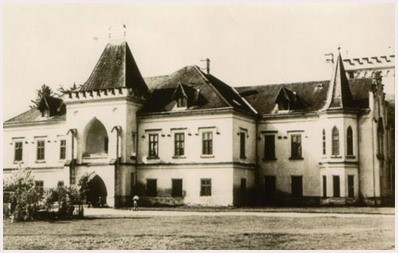
Zámek rodu Nopcsa v Săcelu (Rumunsko)

Po obnovení parlamentního systému v Rakouském císařství se v roce 1861 vrátil do státních služeb a v letech 1861–1867 zastával funkci vrchního župana Hunyadské župy (dnes Hunedoara v Rumunsku). V letech 1867–1868 působil krátce jako státní sekretář na uherském ministerstvu a latere (zastoupení uherské vlády ve Vídni). Poté byl povolán k císařskému dvoru do Vídně a v letech 1868–1894 zastával funkci nejvyššího hofmistra císařovny Alžběty.
V roce 1894 odešel na vlastní žádost do výslužby a zbytek života strávil v ústraní na rodovém sídle v Săcelu, kde také zemřel. Byl svobodný a bezdětný.
Jeho mladší nevlastní bratr Elek (Alexis, 1848–1918) sloužil v armádě, poté byl poslancem uherského zemského sněmu a nakonec byl jmenován dědičným členem Sněmovny magnátů. Rodový majetek rozšířil sňatkem s hraběnkou Matyldou Zelenskou (1852–1938). Z jejich potomstva vynikl syn Ferenc (1877–1933), cestovatel, spisovatel a paleontolog.

## Tituly a ocenění
V roce 1841 byl jmenován císařským komořím a ve funkci císařovnina nejvyššího hofmistra obdržel v roce 1868 titul c. k. tajného rady s nárokem na oslovení Excelence. Spolu s otcem a strýcem byl v roce 1856 povýšen do stavu svobodných pánů v Rakouském císařství, s mladším nevlastním bratrem Elekem pak v roce 1874 obdržel ještě baronát pro Uherské království. Vzhledem k dlouholeté službě u dvora císařovny Alžběty ji často doprovázel na cestách do zahraničí a získal řadu ocenění od panovníků různých zemí. Mimo jiné byl také čestným rytířem Maltézského řádu. V roce 1885 byl jmenován doživotním členem uherské Sněmovny magnátů.
- velkokříž Leopoldova řádu (Rakousko-Uhersko)
- Řád bílého orla I. třídy (Rusko)
- Řád červené orlice I. třídy (Německo)
- velkodůstojník Řádu čestné legie (Francie)
- velkokříž Řádu růže (Brazílie)
- Řád Osmanie I. třídy (Osmanská říše)
- Řád lva a slunce I. třídy (Persie)
- velkokříž Řádu sv. Mořice a Lazara (Itálie)
- velkokříž Konstantiniánského řádu svatého Jiří (Království obojí Sicílie)
- velkokříž Řádu Františka I. (Království obojí Sicílie)
- velkokříž Řádu svatého Josefa (Toskánsko)
- velkokříž Danebrožského řádu (Dánsko)
- velkokříž Záslužného řádu bavorské koruny (Bavorsko)
- velkokříž Řádu sv. Michaela (Bavorsko)
- velkokříž Řádu Leopoldova (Belgie)
- velkokříž Řádu Spasitele (Řecko)
- velkokříž Řádu rumunské hvězdy (Rumunsko)
- velkokříž Řádu svatého Řehoře Velikého (Papežský stát)
- velkokříž Řádu Kristova (Portugalsko)
- velkokříž Řádu neposkvrněného početí Panny Marie (Portugalsko)
- velkokříž Řádu Takova (Srbsko)
- Řád svatého Vladimíra IV. třídy (Rusko)
- velkokříž Řádu zähringenského lva (Bádensko)